# 傷だらけのローラ
「傷だらけのローラ」（きずだらけのローラ）は、西城秀樹の10枚目のシングル。1974年8月25日にRCAから発売された。

## 解説
- さいとう大三の作詞による初めての作品で[4]、「ちぎれた愛」、「愛の十字架」に続く「愛」をテーマにした絶唱型の楽曲である。 実際には前曲「激しい恋」の前にレコーディングされていたが、曲調から秋に勝負曲としてリリースされた。
- オリコンでは「激しい恋」に続く第2位を記録し、34.0万枚のセールスとなった[1][3]。また100位内に24週ランクインするロング・ヒットとなったが、これは全シングルの中で最長記録である[3]。
- 第16回日本レコード大賞では、前年の「ちぎれた愛」に続いて2年連続で歌唱賞を受賞する[1][2][5]。これは演歌歌手（青江三奈、森進一、五木ひろし）を除き、ポップス歌手では史上初のことであった。
- この曲で『第25回NHK紅白歌合戦』に念願の初出場を果たした[2]。前年にレコード大賞歌唱賞を受賞するも選出されなかっただけに、喜びもひとしおであった。
- ソウル・オリンピックの前夜祭で、西城は「傷だらけのローラ」を歌唱した（1988年9月16日）。韓国で初めて日本語の曲がオフィシャルに放映（KBS）された瞬間であり、世界137ヶ国にわたってその映像が衛星中継された。
- 歌唱時に激しいアクションを必要とするため、西城は脳梗塞の発症後はこの曲の歌唱を控えていた[6]。
- 歌謡ポップスチャンネルの「ファンが選んだベスト20」では第5位に選出された[7]。

## エピソード
- 『第25回NHK紅白歌合戦』のステージ上では、黒い覆面で顔を隠した怪傑ゾロの衣装で登場[5]、歌唱中には日本のテレビ音楽番組として初めて「CO2ボンベでドライアイス・スモークを噴出させる」演出まで行った。これらは視聴者やNHKホールの観客の度肝を抜き、現在では「伝説の名唱」と謳われている[8][9]。

## 海外進出
- 初の海外進出作品として、1975年1月17日にフランス語版のレコーディングが行われ、2月15日にフランス、スイス、ベルギーの各国で、3月31日にはカナダで発売された[10]。カナダではヒットチャート第2位にランクインする快挙となった。国内でも4月15日にフランス語版の「LOLA」がリリースされている。
- カナダで本曲が発売された経緯としては、1974年8月に第3回東京音楽祭出場で来日したカナダで大人気のティーン歌手、ルネ・シマールが「傷だらけのローラ」を聴いて痺れてしまい、「カナダの人たちに『傷だらけのローラ』を聴かせたい」と、ルネのマネージャーであるギィ・クルティエと西城サイドで話し合いがなされ、西城がフランス語でレコーディングをしてカナダやフランスで発売することに話がまとまった[11]。実はギィ・クルティエはルネのマネージャーであり、カナダのノーベル・レコードのオーナーでもあった[10]。上記のように1975年の1月17日にレコーディングは終えたが、冬のカナダはカーニバル・シーズンで各地でカーニバルが展開され、音楽活動は盛んではなかった。「傷だらけのローラ」はホットでエネルギッシュな曲であり、寒い冬のイメージではないことから発売を延ばした結果、3月31日にレコードが発売されることになった[10]。

## 収録曲
（全作詞：さいとう大三／作曲・編曲：馬飼野康二）
1. 傷だらけのローラ
2. 淋しがりやの君

## この頃のできごと
- 1974年の秋ごろから声の調子が悪く[12][13]、その年の暮れに音楽番組の関係者から「声の伸びが、ちょっと足らないみたいな気がする」と指摘されたため[13]、国立東京第二病院で診察を受けると、声帯が痛んでおり、声を出さずに休養をとることが最良の治療法と入院を勧められた[12][13]。1975年のテーマとして「アプローチ・ツー・ザ・ワールド（世界に挑戦）」という雄大な目標を据えており[13]、2月1日から2週間の予定でアメリカ・ロサンゼルスへ行きレコーディングを予定していたが[13]、苦渋の決断を下してそれをキャンセルし、同病院に検査入院することとなった[12][13]。

## リサイタル
- 1974年10月6日 - 広島郵便貯金ホールにてリサイタル「バック・ホーム・アゲイン・ヒロシマ」を開催した。
- 1974年10月19日～10月20日 - 東京郵便貯金ホールにて第3回リサイタル「We Love Hideki'74 西城秀樹リサイタル/新しい愛への出発」を開催した。

## 「傷だらけのローラ」のカバー
- FUMIHIKO KITSUTAKA'S"LOLA"（橘高文彦、満園庄太郎、小畑ポンプ、Gackt） - 『西城秀樹ROCKトリビュート KIDS' WANNA ROCK!』に収録、1997年
- 桑田佳祐（サザンオールスターズ） - 『桑田佳祐の音楽寅さん ～MUSIC TIGER～』（2001年）、『昭和八十八年度! 第二回ひとり紅白歌合戦』（2013年）。ちなみに桑田は「『伊豆』だらけのローラ」というタイトルのソロ・ライブツアーも行っている（2000年）。
- 地球三兄弟（奥田民生、YO-KING、桜井秀俊） - 「地球三兄弟ツアー2013『ここほれ三兄弟』」（2013年）。『ここほれ三兄弟 at Zepp DiverCity Tokyo』（2013年）、『MOVIE29 奥田民生50祭“もみじまんごじゅう”』（2015年）に収録。
- 鬼龍院翔 - 『うたってきりりんぱ』（通販限定）に収録、2020年
- 松尾雄史 - 『松尾雄史コレクション 「3枚目」』に収録、2021年
- 松本孝弘 - 『THE HIT PARADE II』に「傷だらけのローラ featuring 新浜レオン」で収録、2024年
- 荘学忠 - 「噢!罗娜」（北京語カバー）。なお中国語圏には多数のカバーが存在する。

## 収録アルバム
- 『傷だらけのローラ』